# دلب كاليفورني
الدلب الكاليفورني (باللاتينية: Platanus racemosa) نوع من الأشجار المعمرة متساقطة الأوراق، يتبع جنس الدلب من الفصيلة الدلبية (بالإنجليزية: Platanaceae)‏.

## الموئل والانتشار
ينتشر الدلب الكاليفورني في ولاية كاليفورنيا الأمريكية وولاية باخا كاليفورنيا في المكسيك. يعيش في المناطق المبتلة مثل جوانب الأنهار والمجاري المائية.

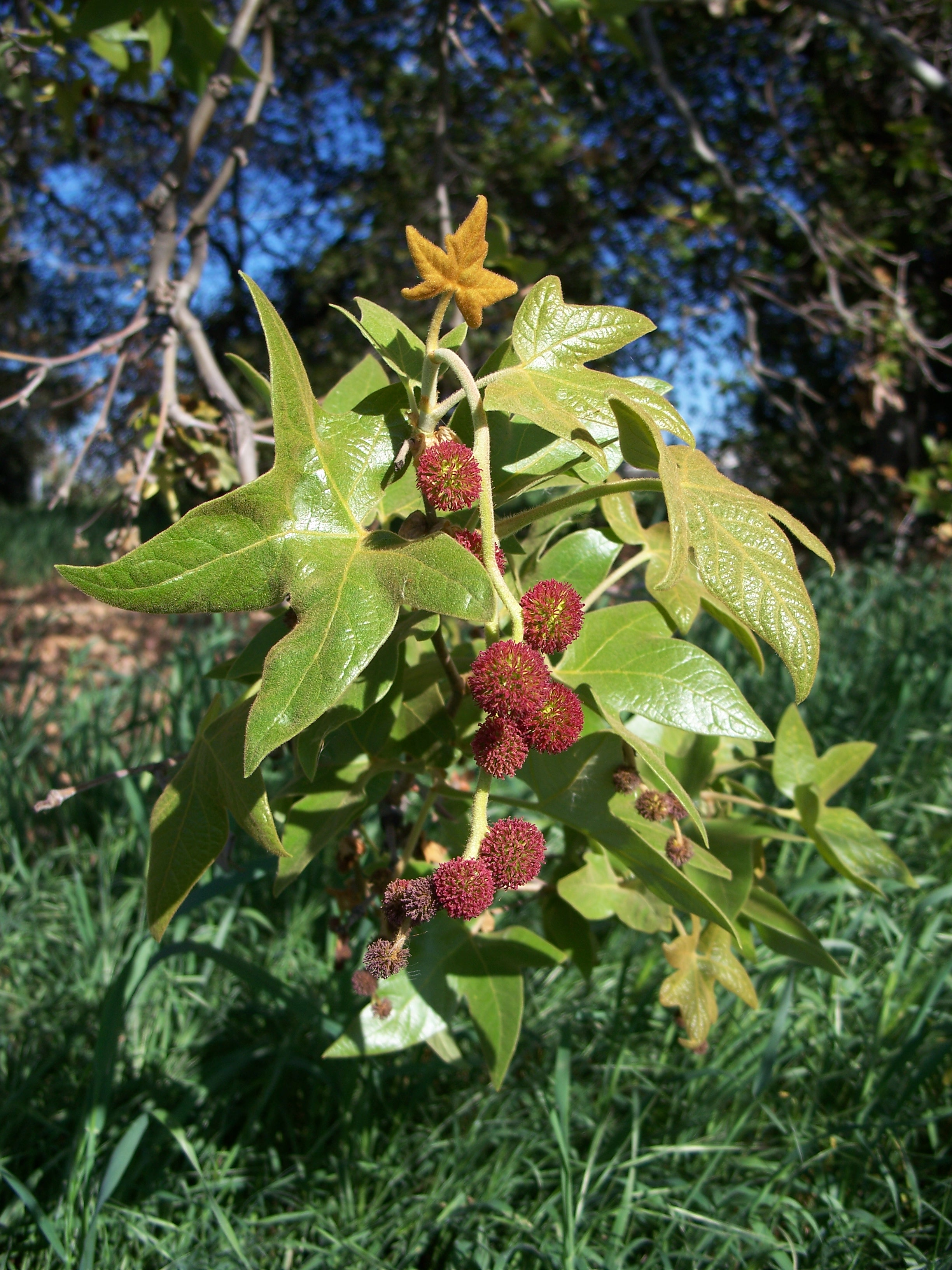
أوراق وثمار الدلب الكاليفورني

## الوصف النباتي
يصل ارتفاع الشجرة إلى 35 متراً.
الأوراق بسيطة مفصصة كبيرة الحجم، حيث يمكن أن يصل عرضها إلى 25 سم. لها ثلاثة أو خمسة فصوص مدببة. تحمل أوراق الدلب الهسباني بالتناوب على الجذع. الأوراق وتشبه أوراق القيقب. النبات أحادي المسكن. تتكون الأزهار من عدة نورة كروية تحمل على سويقة متدلية. العناقيد الثمرية كروية تحمل بداخلها فقيرات مشعرة.